# Rudolf Ruth
Rudolf Ruth (* 21. Juli 1888 in Büdingen; † 16. August 1942 in der Sowjetunion) war ein deutscher Jurist, Rechtshistoriker und Hochschullehrer.

## Biografie
Ruth war der Sohn eines Lehrers. Die Schullaufbahn schloss er 1906 am Gymnasium in seiner Heimatstadt ab. Danach absolvierte er ein Studium der Rechtswissenschaft an den Universitäten Freiburg, Berlin und Gießen, das er 1909 mit der ersten juristischen Staatsprüfung abschloss. Seit 1906 war er Mitglied der Studentenverbindung AV Zaringia Freiburg im Breisgau. 1910 wurde er zum Dr. jur. promoviert. Im Anschluss folgte sein Rechtsreferendariat und 1913 die zweite juristische Staatsprüfung. Danach trat er 1913 als Gerichtsassessor in den hessischen Justizdienst ein und wurde noch im selben Jahr als Assistent an der juristischen Fakultät der Universität Gießen tätig. Als Kriegsfreiwilliger nahm er am Ersten Weltkrieg teil und wurde ausgezeichnet mit dem Eisernen Kreuz I. und II. Klasse. Nach Kriegsende wurde er im Rang eines Leutnants aus der Armee entlassen. Später gehörte Ruth während der Weimarer Republik der paramilitärischen Organisation Stahlhelm, Bund der Frontsoldaten bis 1934 an.
Ab 1920 war er Staatsanwalt in Gießen und wechselte im Jahr darauf als Richter an das Amtsgericht Offenbach. Im November 1921 habilitierte er sich in Frankfurt am Main für Deutsche Rechtsgeschichte, Handels- und bürgerliches Recht, wo er 1924 zum außerordentlichen Professor ernannt wurde. Im Sommersemester 1925 übernahm er eine Lehrstuhlvertretung an der Universität Göttingen. Ab dem Wintersemester lehrte er als ordentlicher Professor Deutsche Rechtsgeschichte und Bürgerliches Recht an der Universität Halle. Von dort wechselte er im Sommersemester 1935 als Nachfolger von Franz Beyerle auf den Lehrstuhl an die Universität Frankfurt am Main, wo sein Forschungsschwerpunkt Wirtschaftsrecht war und er zum Thema „Wucher und Wucherrecht der Juden im Mittelalter“ publizierte.
Der NSDAP trat er zum 1. Mai 1933 bei (Mitgliedsnummer 1.881.189) und gehörte auch dem NS-Rechtswahrerbund an. Er wird als überzeugter Nationalsozialist eingeschätzt. 1939 wurde er zum Heer der Wehrmacht einberufen. Während des Zweiten Weltkrieges nahm er am Krieg gegen die Sowjetunion teil und fiel als Major in der UdSSR.
Seine akademischen Schüler waren u. a. Gerd Rinck (Dissertation 1936) und Adalbert Erler (Habilitationsschrift 1939).

## Schriften (Auswahl)
- Zeugen und Eideshelfer in den deutschen Rechtsquellen des Mittelalters, M. & H. Marcus, Breslau 1922 (Habilitationsschrift)
- Das Mietrecht der Wohn- und Geschäftsräume : Ein Lehr- u. Handbuch d. Mietrechts u. s. Umgestaltg durch d. Mieterschutz u. Raumnotrecht, J. Bensheimer Verlbh., Mannheim 1926
- Eigene Aktien und Verwaltungsaktien, Carl Heymann, Berlin 1928
- Das Depotgesetz und seine Reform, N. G. Elwert’sche Verlh., Marburg 1930. In: Arbeiten zum Handels-, Gewerbe- und Landwirtschaftsrecht; Nr. 55
- Die neue Bilanz der Aktiengesellschaft in rechtlicher und betriebswirtschaftlicher Beleuchtung : Erläutergn zu Bilanz, Gewinn- u. Verlustrechng u. Geschäftsbericht (§§ 260, 260a, 260b, 261, 261a-e), Vahlen, Berlin 1932 (zusammen mit Kurt Schmaltz)
- Wucher und Wucherrecht der Juden im Mittelalter, In: Deutsche Rechtswissenschaft, Band 2, 1937, S. 121ff.
- Die Genossenschaft in der Marktordnung, Kohlhammer, Stuttgart; Berlin 1938. In: Veröffentlichungen des Instituts für Genossenschaftswesen an der Johann Wolfgang Goethe-Universität Frankfurt am Main; H. 16